# Anton Búrik
Anton Búrik (2. května 1948 – 3. května 2010) byl slovenský fotbalový brankář.

## Fotbalová kariéra
V československé lize chytal v sezóně 1968/69 za Duklu Banská Bystrica. S fotbalem začínal v Belé nad Cirochou, jako dorostenec přestoupil do Tatranu Humenné a Vranova nad Topľou. Po vojně v Banské Bystrici hrál za Lokomotívu Bučinu Zvolen a Vagónku Poprad.

## Ligová bilance
| Ročník                                   | Zápasy | Góly | Klub                  |
| ---------------------------------------- | ------ | ---- | --------------------- |
| 1. československá fotbalová liga 1968/69 | 24     | 0    | Dukla Banská Bystrica |
| CELKEM                                   | 24     | 0    |                       |